# Süper Lig 2006/07
Die Turkcell Süper Lig 2006/07 war die 49. Saison der höchsten türkischen Spielklasse im Fußball der Männer. Sie startete am 4. August 2006 mit dem Spiel Ankaraspor gegen Galatasaray Istanbul und endete am 26. Mai 2007 mit dem 34. Spieltag. Vom 11. Dezember 2006 bis 25. Januar 2007 wurde die Saison durch die Winterpause unterbrochen.
Türkischer Meister wurde Fenerbahçe Istanbul. Absteigen mussten Antalyaspor, Kayseri Erciyesspor und Sakaryaspor.

## Teilnehmer
Für die Süper Lig 2006/07 sind zu den aus der vorherigen Saison verbliebenen 15 Vereine die drei Aufsteiger aus der letzten Zweitligasaison dazugekommen. Die Aufsteiger waren der Erst- und Zweitplatzierten der 2. Liga Bursaspor, Antalyaspor, sowie Sakaryaspor als Playoff-Sieger. Während Bursaspor nach zwei Jahren und Antalyaspor nach vier Jahren zurückkehrten, schaffte Sakaryaspor den sofortigen Wiederaufstieg.
| Verein                | Stadt     | Vorjahr    |
| --------------------- | --------- | ---------- |
| Galatasaray Istanbul  | Istanbul  | Meister    |
| Fenerbahçe Istanbul   | Istanbul  | 2.         |
| Beşiktaş Istanbul     | Istanbul  | 3.         |
| Trabzonspor           | Trabzon   | 4.         |
| Kayserispor           | Kayseri   | 5.         |
| Gençlerbirliği Ankara | Ankara    | 6.         |
| Konyaspor             | Konya     | 7.         |
| Sivasspor             | Sivas     | 8.         |
| Çaykur Rizespor       | Rize      | 9.         |
| Kayseri Erciyesspor   | Kayseri   | 10.        |
| Gaziantepspor         | Gaziantep | 11.        |
| Vestel Manisaspor     | Manisa    | 12.        |
| MKE Ankaragücü        | Ankara    | 13.        |
| Ankaraspor            | Ankara    | 14.        |
| Denizlispor           | Denizli   | 15.        |
| Bursaspor             | Bursa     | Aufsteiger |
| Antalyaspor           | Antalya   | Aufsteiger |
| Sakaryaspor           | Adapazarı | Aufsteiger |

## Saisonverlauf

### Meisterschaftsentscheidung
Wie in jeder Saison waren die Favoriten für den Meisterschaftsgewinn die drei großen Mannschaften vom Bosporus: Beşiktaş Istanbul, Fenerbahçe Istanbul und Galatasaray Istanbul. Die einzige Frage war nur, welche Mannschaft am Ende der Spielzeit wo steht? Für Fenerbahçe war diese Saison sehr wichtig es ist ihr 100-jähriges Vereins bestehen, deshalb wollte man den Titel unbedingt nach Kadıköy holen. Beşiktaş und Galatasaray hatten beide das Ziel Fenerbahçe von diesem vorhaben abzuhalten. Beşiktaş hatte 2003 in ihrem 100. Jahr die Meisterschaft gewonnen und wollte daher die einzige Mannschaft bleiben die das geschafft hat. Galatasaray wurde im Jahr 2005 100. Sie hatten es damals nicht geschafft den Meistertitel zu gewinnen und wurden in der Saison „nur“ türkischer Pokalsieger, deshalb wollten die Rot-Gelben Rache. Personelle Veränderungen hatten Vereine ebenso. Fenerbahçe hatte den am Saisonende zurückgetretenen Deutschen Christoph Daum mit dem früheren Weltklassespieler Zico als Chef-Trainer ersetzt. Mateja Kežman von Atlético Madrid und Tümer Metin von Rivalen Beşiktaş waren die neuen Verpflichtung für die Mannschaft. Beşiktaş holte Mert Nobre von Fenerbahçe Ricardinho und Matías Delgado denn vielen ein Name sind.
Galatasaray machte kaum namhafte Transfers. Einzig der wechsel von Okan Buruk, der vorher schon bei Galatasaray spielte, war eine Überraschung.
Die drei Mannschaften platzierten sich auf die ersten drei Plätze. Fenerbahçe war fast die ganze Spielzeit auf dem 1. Platz. Beşiktaş und Galatasaray spielten zuerst noch um den 1. Platz. Doch dann fiel Galatasaray aus dem Rennen und später auch Besiktas, weshalb diese beiden nun um den 2. Platz spielten. Alle Mannschaften verspielten viele Punkte bei Abstiegskandidaten oder Mannschaften, die im Mittelfeld der Tabelle platziert waren. Am 32. Spieltag fiel frühzeitig die Entscheidung um die Meisterschaft, Fenerbahçe benötigte nur ein Unentschieden gegen Trabzonspor (Beşiktaş verlor gegen Bursaspor 0:3 und Galatasaray spielte gegen Sivasspor nur 1:1). Damit war das Ziel von Fenerbahçe erreicht im 100. Jahr Türkischer Meister zu werden.

### Abstiegskampf
Sakaryaspor stand am 30. Spieltag als 1. Absteiger fest. Kayseri Erciyesspor und Antalyaspor waren die letzten beiden Mannschaften die am 34. Spieltag nicht das rettende Ufer erreichten konnten.

## Abschlusstabelle
| Pl. | Verein                   | Sp. | S  | U  | N  | Tore    | Diff. | Punkte |
| --- | ------------------------ | --- | -- | -- | -- | ------- | ----- | ------ |
| 1.  | Fenerbahçe Istanbul      | 34  | 20 | 10 | 4  | 065:310 | +34   | 70     |
| 2.  | Beşiktaş Istanbul (P)    | 34  | 18 | 7  | 9  | 043:320 | +11   | 61     |
| 3.  | Galatasaray Istanbul (M) | 34  | 15 | 11 | 8  | 058:370 | +21   | 56     |
| 4.  | Trabzonspor              | 34  | 15 | 7  | 12 | 054:440 | +10   | 52     |
| 5.  | Kayserispor              | 34  | 13 | 12 | 9  | 054:430 | +11   | 51     |
| 6.  | Gençlerbirliği Ankara    | 34  | 14 | 6  | 14 | 043:420 | +1    | 48     |
| 7.  | Sivasspor                | 34  | 14 | 6  | 14 | 041:440 | −3    | 48     |
| 8.  | Ankaraspor               | 34  | 10 | 17 | 7  | 043:380 | +5    | 47     |
| 9.  | Konyaspor                | 34  | 12 | 9  | 13 | 042:440 | −2    | 45     |
| 10. | Bursaspor (N)            | 34  | 12 | 9  | 13 | 036:420 | −6    | 45     |
| 11. | Gaziantepspor            | 34  | 11 | 10 | 13 | 031:390 | −8    | 43     |
| 12. | Vestel Manisaspor        | 34  | 11 | 9  | 14 | 041:450 | −4    | 42     |
| 13. | MKE Ankaragücü           | 34  | 11 | 9  | 14 | 032:390 | −7    | 42     |
| 14. | Denizlispor              | 34  | 9  | 14 | 11 | 033:400 | −7    | 41     |
| 15. | Çaykur Rizespor          | 34  | 11 | 7  | 16 | 034:400 | −6    | 40     |
| 16. | Antalyaspor (N)          | 34  | 8  | 15 | 11 | 032:360 | −4    | 39     |
| 17. | Kayseri Erciyesspor      | 34  | 9  | 10 | 15 | 029:490 | −20   | 37     |
| 18. | Sakaryaspor (N)          | 34  | 4  | 10 | 20 | 025:510 | −26   | 22     |

Platzierungskriterien: 1. Punkte – 2. Direkter Vergleich (Punkte, Tordifferenz, geschossene Tore) – 3. Tordifferenz – 4. geschossene Tore

| (M) | amtierender türkischer Meister            |
| (P) | amtierender türkischer Pokalsieger        |
| (N) | Neuaufsteiger aus der Iddaa Lig A 2005/06 |

## Kreuztabelle
Die Kreuztabelle stellt die Ergebnisse aller Spiele dieser Saison dar. Die Heimmannschaft ist in der linken Spalte aufgelistet und die Gastmannschaft in der obersten Reihe.
| 2006/07 | 2006/07               | Fenerbahçe Istanbul | Beşiktaş Istanbul | Galatasaray Istanbul | Trabzonspor |     | Gençlerbirliği | Sivasspor | BB Ankaraspor | Konyaspor | Bursaspor | Gaziantepspor | Vestel Manisaspor | MKE Ankaragücü | Denizlispor | Çaykur Rizespor | Antalyaspor | KAY | Sakaryaspor |
| 1.      | Fenerbahçe Istanbul   |                     | 0:0               | 2:1                  | 2:2         | 4:1 | 2:1            | 2:2       | 2:1           | 3:0       | 0:1       | 4:1           | 0:0               | 3:1            | 2:2         | 2:1             | 4:2         | 6:0 | 1:0         |
| 2.      | Beşiktaş Istanbul     | 0:1                 |                   | 2:1                  | 2:3         | 2:1 | 1:0            | 0:1       | 2:1           | 3:1       | 3:1       | 2:1           | 3:1               | 2:1            | 2:0         | 1:0             | 1:0         | 1:0 | 0:0         |
| 3.      | Galatasaray Istanbul  | 1:2                 | 1:0               |                      | 2:1         | 4:0 | 1:0            | 3:1       | 2:0           | 3:3       | 3:1       | 2:2           | 4:0               | 1:1            | 1:1         | 3:1             | 1:1         | 0:1 | 4:0         |
| 4.      | Trabzonspor           | 1:2                 | 3:2               | 1:2                  |             | 0:0 | 4:3            | 2:0       | 3:0           | 1:1       | 3:1       | 2:0           | 1:1               | 0:1            | 1:0         | 0:1             | 0:0         | 3:1 | 5:2         |
| 5.      | Kayserispor           | 2:2                 | 3:0               | 0:0                  | 1:0         |     | 0:0            | 1:1       | 3:3           | 2:1       | 2:0       | 1:2           | 2:2               | 2:1            | 1:0         | 1:0             | 4:4         | 1:0 | 2:0         |
| 6.      | Gençlerbirliği Ankara | 0:2                 | 0:2               | 1:3                  | 3:0         | 2:2 |                | 0:1       | 2:1           | 4:1       | 1:0       | 0:0           | 0:5               | 1:2            | 3:1         | 2:1             | 1:0         | 1:2 | 1:0         |
| 7.      | Sivasspor             | 1:1                 | 0:1               | 1:1                  | 1:0         | 3:2 | 1:2            |           | 0:2           | 1:3       | 3:1       | 2:1           | 3:2               | 2:1            | 0:2         | 1:0             | 0:1         | 2:1 | 0:2         |
| 8.      | Ankaraspor            | 2:2                 | 0:0               | 1:1                  | 2:1         | 1:1 | 1:2            | 2:1       |               | 4:2       | 0:0       | 2:0           | 1:1               | 1:0            | 1:1         | 2:1             | 1:1         | 2:2 | 1:0         |
| 9.      | Konyaspor             | 0:1                 | 2:1               | 2:2                  | 1:2         | 1:1 | 2:1            | 2:0       | 2:2           |           | 1:0       | 0:2           | 1:0               | 2:0            | 5:1         | 2:0             | 0:0         | 1:1 | 1:1         |
| 10.     | Bursaspor             | 0:4                 | 3:0               | 2:0                  | 2:1         | 0:3 | 0:0            | 1:3       | 0:0           | 1:0       |           | 1:1           | 4:0               | 0:0            | 1:0         | 1:0             | 0:0         | 0:0 | 3:1         |
| 11.     | Gaziantepspor         | 0:2                 | 0:0               | 1:0                  | 2:1         | 1:2 | 2:0            | 1:0       | 0:2           | 1:0       | 1:2       |               | 0:0               | 2:2            | 1:1         | 1:0             | 0:0         | 0:1 | 1:0         |
| 12.     | Vestel Manisaspor     | 2:3                 | 1:0               | 2:2                  | 0:0         | 1:0 | 0:3            | 1:0       | 1:3           | 0:1       | 4:1       | 4:1           |                   | 0:1            | 0:0         | 2:0             | 3:2         | 5:1 | 0:3         |
| 13.     | MKE Ankaragücü        | 0:1                 | 0:1               | 1:2                  | 2:2         | 0:4 | 0:0            | 1:4       | 1:1           | 2:0       | 1:1       | 2:1           | 0:1               |                | 0:0         | 2:0             | 1:0         | 4:1 | 1:0         |
| 14.     | Denizlispor           | 0:0                 | 0:2               | 1:1                  | 3:4         | 2:1 | 3:2            | 2:0       | 1:1           | 0:1       | 0:0       | 0:2           | 0:0               | 1:0            |             | 2:0             | 1:1         | 2:1 | 1:0         |
| 15.     | Çaykur Rizespor       | 2:1                 | 0:1               | 2:1                  | 3:2         | 2:1 | 0:1            | 1:1       | 1:1           | 1:0       | 1:2       | 2:0           | 3:1               | 3:1            | 2:2         |                 | 1:0         | 0:0 | 3:1         |
| 16.     | Antalyaspor           | 1:0                 | 4:4               | 0:1                  | 1:2         | 1:0 | 1:3            | 1:2       | 1:1           | 1:0       | 3:2       | 0:0           | 1:0               | 0:1            | 1:1         | 0:0             |             | 3:1 | 1:0         |
| 17.     | Kayseri Erciyesspor   | 1:1                 | 1:1               | 1:2                  | 0:1         | 0:4 | 0:2            | 0:0       | 1:0           | 1:2       | 2:1       | 1:1           | 1:0               | 0:1            | 2:0         | 1:1             | 0:0         |     | 2:0         |
| 18.     | Sakaryaspor           | 2:1                 | 1:1               | 0:3                  | 1:0         | 3:3 | 1:1            | 1:3       | 0:0           | 1:1       | 1:3       | 1:2           | 0:1               | 0:0            | 1:2         | 1:1             | 0:0         | 1:2 |             |

## Torschützenliste
Alex von Fenerbahçe Istanbul ist der Torschützenkönig der Saison 2006/07. Hinter ihm ist, mit nur einem Tor weniger, Ümit Karan von Galatasaray Istanbul.
| Pl. | Nat.      | Spieler       | Verein                | Tore |
| --- | --------- | ------------- | --------------------- | ---- |
| 1   | Brasilien | Alex          | Fenerbahçe Istanbul   | 19   |
| 2   | Turkei    | Ümit Karan    | Galatasaray Istanbul  | 18   |
| 3   | Turkei    | Gökhan Ünal   | Kayserispor           | 16   |
| 4   | Turkei    | Umut Bulut    | Trabzonspor           | 15   |
| 5   | Nigeria   | Isaac Promise | Gençlerbirliği Ankara | 12   |
| 6   | Brasilien | Bobô          | Beşiktaş Istanbul     | 11   |
|     | Turkei    | Ersen Martin  | Trabzonspor           | 11   |
|     | Turkei    | Okan Öztürk   | Gençlerbirliği Ankara | 11   |
| 9   | Kamerun   | Gustave Bebbe | MKE Ankaragücü        | 10   |
|     | Serbien   | Saša Ilić     | Galatasaray Istanbul  | 10   |
|     | Turkei    | Mehmet Yıldız | Sivasspor             | 10   |

## Scorerliste
| Pl. | Nat.      | Spieler       | Verein                | Gesamt | Tore | Vorlagen |
| --- | --------- | ------------- | --------------------- | ------ | ---- | -------- |
| 1   | Brasilien | Alex          | Fenerbahçe Istanbul   | 31     | 19   | 12       |
| 2   | Turkei    | Ümit Karan    | Galatasaray Istanbul  | 21     | 18   | 3        |
| 3   | Turkei    | Gökhan Ünal   | Kayserispor           | 18     | 16   | 2        |
| 4   | Turkei    | Tuncay Şanlı  | Fenerbahçe Istanbul   | 17     | 9    | 8        |
| 5   | Turkei    | Umut Bulut    | Trabzonspor           | 16     | 15   | 1        |
| 6   | Serbien   | Saša Ilić     | Galatasaray Istanbul  | 15     | 10   | 5        |
| 7   | Serbien   | Mateja Kežman | Fenerbahçe Istanbul   | 14     | 9    | 5        |
|     | Turkei    | Arda Turan    | Galatasaray Istanbul  | 14     | 5    | 9        |
| 9   | Nigeria   | Isaac Promise | Gençlerbirliği Ankara | 13     | 12   | 1        |
| 10  | Brasilien | Bobô          | Beşiktaş Istanbul     | 12     | 11   | 1        |

## Meiste Torvorlagen
| Pl. | Nat.      | Spieler       | Verein               | Vorlagen |
| --- | --------- | ------------- | -------------------- | -------- |
| 1   | Brasilien | Alex          | Fenerbahçe Istanbul  | 12       |
| 2   | Turkei    | Arda Turan    | Galatasaray Istanbul | 9        |
| 3   | Turkei    | Tuncay Şanlı  | Fenerbahçe Istanbul  | 8        |
| 4   | Turkei    | Hasan Şaş     | Galatasaray Istanbul | 7        |
| 5   | Turkei    | Ayhan Akman   | Galatasaray Istanbul | 6        |
|     | Turkei    | Ümit Özat     | Fenerbahçe Istanbul  | 6        |
| 7   | Turkei    | Altan Aksoy   | Çaykur Rizespor      | 5        |
|     | Serbien   | Saša Ilić     | Galatasaray Istanbul | 5        |
|     | Serbien   | Mateja Kežman | Fenerbahçe Istanbul  | 5        |
|     | Turkei    | Tümer Metin   | Fenerbahçe Istanbul  | 5        |

## Trainerwechsel
| Name               | Klub                | Datum der Entlassung | Nachfolger     | Datum der Nachfolge |
| ------------------ | ------------------- | -------------------- | -------------- | ------------------- |
| Giray Bulak        | BB Ankaraspor       |                      | Aykut Kocaman  | 23. Mai 2006        |
| Samet Aybaba       | Gaziantepspor       | Juni 2006            | Walter Zenga   | 14. Juni 2006       |
| Christoph Daum     | Fenerbahçe Istanbul | 16. Juni 2006        | Zico           | 4. Juli 2006        |
| Sebastião Lazaroni | Trabzonspor         | 28. August 2006      | Ziya Doğan     | 8. September 2006   |
| Raşit Çetiner      | Bursaspor           | 31. Oktober 2006     | Engin İpekoğlu | November 2006       |
| Walter Zenga       | Gaziantepspor       | Januar 2007          | Erdoğan Arıca  | 3. Januar 2007      |
| Mustafa Uğur       | Kayseri Erciyesspor | Januar 2007          | Bülent Korkmaz | 16. Januar 2007     |
| Ersun Yanal        | Vestel Manisaspor   | 19. März 2007        | Giray Bulak    | 21. März 2007       |

## Die Meistermannschaft von Fenerbahçe Istanbul
Es sind alle Spieler aufgelistet die mindestens einmal zum Einsatz kamen.
| 1. | Fenerbahçe Istanbul |
|    | - Tor: Volkan Demirel (16 Spiele/kein Tor); Serdar Kulbilge (12/-); Rüştü Reçber (8/-) - Abwehr: Can Arat (9/-); Serkan Balcı (12/-); Deniz Barış (23/1); Uğur Boral (19/-); Edu Dracena (27/1); Diego Lugano (24/4); Ümit Özat (25/1); Önder Turacı (26/-) - Mittelfeld: Olcan Adın (2/-); Alex (32/19); Stephen Appiah (26/3); Kemal Aslan (6/-); Mehmet Aurélio (30/3); Tümer Metin (30/4); Selçuk Şahin (6/1); Mehmet Yozgatlı (17/2); Kerim Zengin (8/-) - Angriff: Deivid (24/6); Murat Hacıoğlu (3/1)1; Mateja Kežman (24/9); Tuncay Şanlı (33/9); Semih Şentürk (18/1) - Trainer: Zico 1Murat Hacıoğlu bestritt nur den Saisonanfang für Fenerbahçe Istanbul |

## Stadien
| Verein                                 | Stadion                   | Stadt     | Kapazität |
| -------------------------------------- | ------------------------- | --------- | --------- |
| Fenerbahçe                             | Şükrü-Saraçoğlu-Stadion   | Istanbul  | 52.500    |
| Beşiktaş                               | İnönü Stadı               | Istanbul  | 32.145    |
| Trabzonspor                            | Hüseyin-Avni-Aker-Stadion | Trabzon   | 30.000    |
| Kayserispor, Erciyesspor               | Kayseri Atatürk Stadı     | Kayseri   | 29.400    |
| Galatasaray                            | Ali Sami Yen Stadı        | Istanbul  | 24.990    |
| Gaziantepspor                          | Kâmil Ocak Stadı          | Gaziantep | 23.000    |
| Bursaspor                              | Bursa Atatürk Stadı       | Bursa     | 19.700    |
| Konyaspor                              | Konya Atatürk Stadı       | Konya     | 19.125    |
| Ankaragücü, Ankaraspor, Gençlerbirliği | 19 Mayıs Stadyumu         | Ankara    | 19.125    |
| Sivasspor                              | Sivas 4 Eylül Stadı       | Sivas     | 18.500    |
| Denizlispor                            | Denizli Atatürk Stadı     | Denizli   | 15.000    |
| Sakaryaspor                            | Sakarya Atatürk Stadı     | Sakarya   | 14.500    |
| Rizespor                               | Rize Atatürk Stadı        | Rize      | 10.800    |
| Antalyaspor                            | Antalya Atatürk Stadı     | Antalya   | 10.200    |
| Manisaspor                             | Manisa 19 Mayıs Stadı     | Manisa    | 10.000    |

## Auszeichnungen

### Elf des Jahres
- Torwart: Serdar Kulbilge (Fenerbahçe Istanbul), Önder Turacı (Fenerbahçe Istanbul), Gökhan Zan (Beşiktaş Istanbul), Servet Çetin (Sivasspor), İbrahim Üzülmez (Beşiktaş Istanbul), Tuncay Şanlı (Fenerbahçe Istanbul), Koray Avcı (Beşiktaş Istanbul), Yusuf Şimşek (Denizlispor), Alex (Fenerbahçe Istanbul), Ümit Karan (Galatasaray Istanbul), Gökhan Ünal (Kayserispor)

### Trainer des Jahres
- Ertuğrul Sağlam

### Schiedsrichter des Jahres
- Fırat Aydınus